# ハレーすい星ロボQ
ハレーすい星ロボQ（ハレーすいせいロボきゅう）は、1987年にソフィアが開発し、西陣が発売したロボットをモチーフとした羽根モノパチンコ機。

## 概要
- くるくる回る大役物のロボットの首の動きと「ポポピポッポ!ピューン!ピューン!」という独特の電子音が印象的。大当たり中の電子音はラウンドが進むと、「ピュン!ピュン!ピュン!」とけたたましくなる。
- 『ビッグシューター』（平和）などでも採用されている上下段の大役物を採用しているが、入賞玉は必ず下段に落ち、ロボットの足の動きでVゾーンを目指すという趣向。
- セル盤画のロボットが映画『スター・ウォーズ』のC-3PO、大役物のロボットがR2-D2を思わせるが、タイアップなどの関連はない。

## スペック
- 『ハレーすい星ロボQ』
  - 賞球数 13 大当たり最高継続 8R10C